# Старина (Могилёвский район)
Старина — деревня в составе Заводскослободского сельсовета Могилёвского района Могилёвской области Республики Беларусь.

## Географическое положение
Ближайшие населённые пункты: Заводская Слобода, Сининщина, Батунь